# Dendrobium bicameratum
Dendrobium bicameratum är en orkidéart som beskrevs av John Lindley. Dendrobium bicameratum ingår i släktet Dendrobium, och familjen orkidéer. Inga underarter finns listade i Catalogue of Life.